# 거주지 (점성술)
점성술에서 거주지(居住地,  domicile)는 한 행성이 주인지위(主人地位, rulership)를 가지는 그것의 황도대 별자리이다.(이것은 점성술의 하우스 체계와 혼동되지 않는 선에서 덜 일반적으로 집(house)이라고도 한다.) 이것은 천궁도의 하우스와는 분리된 개념으로, 행성들은 각각의 별자리에 주인지위가 부여되어 있는데, 한 행성이 그러한 별자리 속에 위치해 있을 때, 더 강력한 영향력을 갖는다고 한다. 그러한 행성은 정상위계(頂上位階, domal dignity)에 있다고 여겨진다. 이것은 행성의 다섯 가지의 본질적 위계 가운데서 가장 강력하다.
역으로, 고대인들에게 알려진 행성들 중에서 가장 멀리 있는 (그래서 "가장 추운") 토성은 각각 사자자리와 게자리의 반대편 별자리들인 보병궁과 마갈궁에 주인지위가 부여되었다.
그 다음으로 멀리 있는 목성은 보병궁과 마갈궁 옆의 쌍어궁과 인마궁이 주어졌고, 그 다음 순서인 화성은 그 다음 별자리들인 백양궁과 천갈궁을 받았다.
수성은 결코 태양이 있는 별자리로부터 양 옆으로 한 별자리를 초과해서 나타나지 않기 때문에, 거해궁과 사자궁의 옆의 두 별자리인 처녀궁과 쌍아궁의 주인으로 간주되었다. 그리고, 금성은 절대로 태양으로부터 두 별자리를 넘어서 발견되지 않았기 때문에,  천칭궁과 금우궁의 주인지위를 얻었다.
근대에 지구중심적 가시 범위 바깥의 행성의 발견은 점성가들이 딜레마에 빠지게 만들었는데, 결국에는 천왕성을 보병궁의 주인 행성으로 선언한 반면에, 해왕성을 쌍어궁에 할당하고, 명왕성을 천갈궁에 부여하는 것으로 일반적 일치를 이루었다.
몇몇 현대점성술의 권위자들은 "부가적 위계"를 가진 곳에서 발견되는 "밤의 주인지위"라는 개념을 사용한다. 토성이 토성은 보병궁의 밤의 주인이 된 반면, 해왕성은 그것의 낮의 주인으로 지정되었다. 유사하게, 목성이 쌍어궁의 밤의 주인으로만 남겨지고 해왕성이 쌍어궁의 낮의 주인이 되었고, 화성은 천갈궁의 밤의 주인이, 명왕성은 낮의 주인이 되었다. 이러한 개념은 아마도 점성술의 주야간의 개념에 기원을 두고 있는 듯 하지만, 그것은 현대 점성술 전통의 주야간 개념의 흔적이 농후하다. 공교롭게도, 본질적 위계의 복잡한 전통적 교의에 대한 그러한 현대적 제안은 허용되지 않고 있지만, 그 개념 만큼은 매우 인기 있는 것은 사실이다.
어떤 의미로는 이원적 주인지위는 "공동주인지위"라고도 알려져 있다. 어떤 점성가들은 새로운 공동주인들이 그들이 배정받은 별자리의 본래 주인들이며 그러한 별자리들의 유일한 주인일 수도 있다고 여긴다. 만일 그러한 경우라면, 천칭궁이나 금우궁과 연결되는 한 개의 행성과 처녀궁이나 금우궁과 연결된 또 또 다른 한 개의 행성은 발견을 기다리고 있을 수도 있으므로, 한 별자리에 대한 이원적 주인지위는 모두 소용없는 것일 수도 있다. 세레스는 새롭게 왜소 행성으로 분류었되기 때문에, 점성술의 요소로써 그것의 지위는 정해지지 않았음에도 불구하고, 그것은 처녀궁이나 금우궁의 주인으로써 제안되어 오고 있다.  어떤 현대 점성가들은 수성을 처녀궁의 주인 행성이자  6하우스의 공동주인으로보며, 또 어떤 점성가들은 금성을 금우궁과 2하우스의 주인 행성으로 본다.

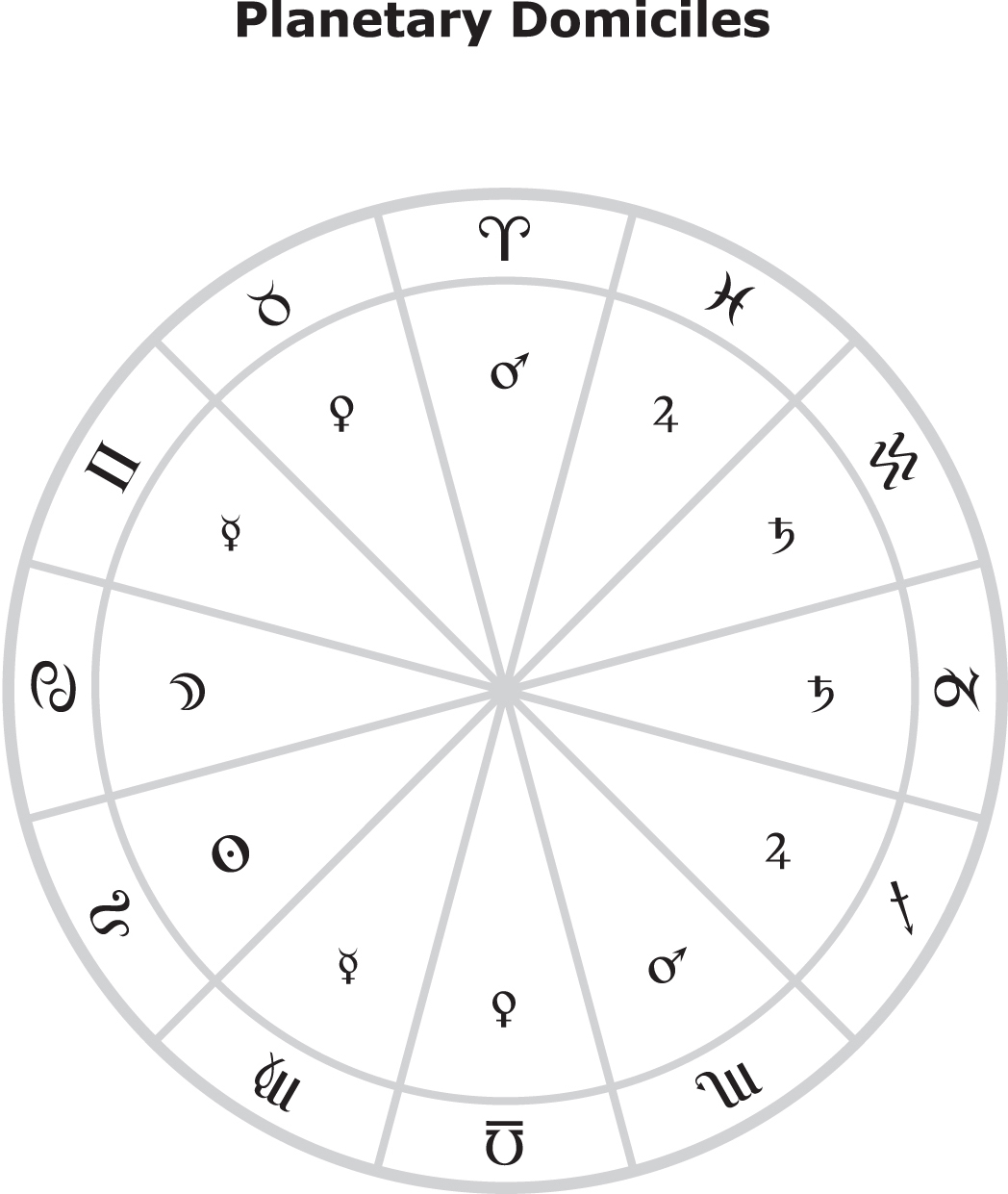
행성의 거주지

## 하우스의 주인지위
많은 현대 점성가들은 황도대의 별자리가 주인을 갖는 것과 같은 방식으로 행성마다 천궁도에서의 각각의 하우스에 대해 '본연의' 주인지위라고 불리는 것을 할당한다. 그러나, 전통적으로 하우스의 주인지위는 개인의 출생 차트에서 만큼은 '우발적' 주인지위라고 불리는 것도 적용된다고 여겨졌다. 그러한 경우, 출생 천궁도에서 한 하우스의 공동주인지위는 그 하우스를 점유하고 있는 행성들과 그것 안에 있는 별자리 그리고 하우스의 시작점이과 끝점이 있는 별자리들을 통치하는 행성들에 의해 공유된다. 점성가가 하우스의 주인지위를 결정하는데 사용할 수 있는 여러 다른 접근법이 있다.
- 만일 우연히 첫 번째 하우스의 시작점이 백양궁의 0도에 있고 두 번째 하우스의 시작점이 금우궁의 0도에 있다고 한다면, 전자의 하우스는 백양궁에 의해 단독으로 통치될 것이다.

- 예를 들어, 만일 두 번째 하우스의 시작점이 금우궁의 0도에 있고 세 번째 하우스의 시작점이 쌍아궁의 5도에 있다면, 전자의 하우스는 제1의 주인으로써 금성을 그리고 제2의 주인으로써 수성을 갖게 될 것이다.

- 예를 들어, 만일 네 번째 하우스의 시작점이 천칭궁 27도에 있고 다섯 번째 하우스의 시작점이 인마궁의 8도에 있다면 그 하우스는 (천갈궁을) 가로막고 있는 것이다. 그것은 금성을 제1의 주인으로 갖게 될 것이지만, 부가적으로 금성과 명왕성, 화성, 그리고 토성도 제2의 주인으로 갖게 것이다.

점성가가 한 하우스의 주인지위를 배정하려 할 때, 그 하우스를 통치하는 더 많은 행성이나 천체가 복잡성을 드러낼 것이다. 일반적으로, 하우스의 시작점이 있는 별자리는 주인지위의 외면적 표현이 있을 것이지만, 하우스의 안에 있는 별자리의 주인은 쉽게 표출되지 않을 것이며, 그러한 사람의 삶에서의 결정적인 단계에서 스스로를 나타내 보이게 될 것이다.
가로막는 하우스의 경우에, 하우스의 가운데에 있는 별자리는 당사자가 하우스의 주인지위의 다음 국면으로 넘어가기 전에 반드시 초월해야 할 별자리이다. 그러므로, 위의 예와 같이, 한 하우스가 천갈궁을 가로막고 있다면, 당사자는 먼저 천칭궁의 특성들을 표출하게 될 것이지만, 그 하우스의 모든 국면을 완전히 경험하기에 앞서서 만드시 거쳐야 할 마지막의 궁극적 국면이 될 목성의 이득을 누릴 수 있기 이전에 반드시 성과 죽음 그리고 갱생의 매우 격렬한 문제를 처리해야만 한다.

세속 천궁도

## 별자리의 주인지위
| 거주지 별자리 | 주인 행성 (고대) | 주인 행성 (현대) | 손상의 별자리 |
| ------------- | ---------------- | ---------------- | ------------- |
| 백양궁        | 화성             | 화성             | 천칭궁        |
| 금우궁        | 금성             | 지구             | 천갈궁        |
| 쌍아궁        | 수성             | 수성             | 인마궁        |
| 거해궁        | 달 (점성술)      | 달 (점성술)      | 마갈궁        |
| 사자궁        | 태양             | 태양             | 보병궁        |
| 처녀궁        | 수성             | 세레스           | 쌍어궁        |
| 천칭궁        | 금성             | 금성             | 백양궁        |
| 천갈궁        | 화성             | 명왕성           | 금우궁        |
| 인마궁        | 목성             | 목성             | 쌍아궁        |
| 마갈궁        | 토성             | 토성             | 거해궁        |
| 보병궁        | 토성             | 천왕성           | 사자궁        |
| 쌍어궁        | 목성             | 해왕성           | 처녀궁        |

행성의 손상은 그것의 주인지위나 거주지의 반대편 별자리에 있는 것으로, 부정적인 국면으로 여겨진다. 그러나, 손상은 쇠퇴만큼 나쁘지는 않다.
그리고 고대인들은 북향 교점과 남향 교점에도 정상 위계를 할당했는데, 교점은 어떠한 별자리에도 주권을 가지고 있지 않기 때문에, 주인지위 만큼의 자격이 있지는 않다. 그러나, 교점들은 다음의 별자리들에서 더 편안해지며 확실해진다.
- 쌍아궁에 있는 북향 교점
- 인마궁에 있는 남향 교점

서양 점성술 공동체 내에서는 몇몇 별자리가 종종 여전히 주인을 공유한다는데 있어서 다소 불일치가 있다. 그것에 대해서 많은 제안이 있어오고 있지만, 현대점성가 그룹에선 천왕성과 해왕성의 경우에서는 실제적인 일치가 있는 편이다. 고전점성가 그룹에선 여전히 전통적 주인을 사용한다. 둘 다 사용하는 경우도 많다.

## 처리자
처리자(處理者, Dispositor)는 한 행성이 있는 별자리의 본래의 주인 행성이다. 예를 들어, 수성이 천칭궁에 있다면, 그것의 처리자는 금성이다. 이어서 금성이 인마궁에 있다면, 그것의 처리자는 목성이며, 목성이 거해궁에 있다면 그것의 처리자는 달이다. 이러한 과정은 (별자리에 주인지위를 차지하고 있는 행성인) 마지막 처리자가 나타날 때까지 계속되거나. 그렇지 않으면 끝없이 순환된다.

## 사용법
전통적인 기법에 기반하는 기법을 사용하는 고전 점성가들은 12 별자리의 주인지위에 있어서 전통적인 주인지위의 구조를 따라서, 고대인들에게 인정되지 않은 가시외적 행성은 사용하지 않는다.
다른 한편으로는, 심리학적인 기원을 두고 있는 대부분의 현대 점성가들은 가시외적 위에서 열거된 세 개의 특정 별자리의 주인 행성들로써 행성들을 사용한다. 다른 많은 섬성가들은 현대 행성을 그러한 별자리의 공동주인으로써 사용하면서 고대식 주인지위도 사용한다.
또 다른 점성가들(우주생명상관론자들과 우라니아 점성가들, 함부르크 점성술 학파 그리도 또 다른 단체와 개인들)은 어떠한 행성도 별자리의 주인으로써 사용하지 않으며, 대신에 천궁도의 점성학적 각과 다른 요소들에 더 주안점을 둔다.
베다 점성술을 사용하는 대부분의 점성가들은 오래도록 변함없이 유지되어 온 전통적인 주인지위 체계만을 사용한다.

## 같이 보기
- 점성술의 행성
- 고양
- 점성술의 별자리
- 천궁도
- 점성술의 태양계
- 점성술의 소행성